# Клірлейк (Каліфорнія)
Клірлейк (англ. Clearlake) — місто (англ. city) в США, в окрузі Лейк штату Каліфорнія. Населення — 16 685 осіб (2020).

## Географія
Клірлейк розташований за координатами 38°57′36″ пн. ш. 122°38′0″ зх. д. / 38.96000° пн. ш. 122.63333° зх. д. (38.960087, -122.633279).  За даними Бюро перепису населення США в 2010 році місто мало площу 27,40 км², з яких 26,23 км² — суходіл та 1,17 км² — водойми.

### Клімат
| Клімат : Клірлейк       | Клімат : Клірлейк | Клімат : Клірлейк | Клімат : Клірлейк | Клімат : Клірлейк | Клімат : Клірлейк | Клімат : Клірлейк | Клімат : Клірлейк | Клімат : Клірлейк | Клімат : Клірлейк | Клімат : Клірлейк | Клімат : Клірлейк | Клімат : Клірлейк | Клімат : Клірлейк |
| Показник                | Січ.              | Лют.              | Бер.              | Квіт.             | Трав.             | Черв.             | Лип.              | Серп.             | Вер.              | Жовт.             | Лист.             | Груд.             | Рік               |
| Абсолютний максимум, °C | 24,4              | 27,2              | 28,9              | 34,4              | 38,3              | 45,6              | 45,0              | 44,4              | 43,9              | 40,0              | 33,3              | 25,6              | 45,6              |
| Середній максимум, °C   | 12,8              | 14,4              | 16,7              | 19,4              | 23,9              | 28,9              | 33,3              | 32,2              | 29,4              | 23,9              | 16,7              | 12,8              | 22,1              |
| Середній мінімум, °C    | 0,0               | 1,1               | 2,2               | 3,9               | 7,2               | 10,6              | 12,8              | 11,7              | 9,4               | 5,6               | 1,7               | 0,0               | 5,5               |
| Абсолютний мінімум, °C  | −13,3             | −8,9              | −8,3              | −5                | −2,2              | 1,1               | 3,9               | 4,4               | −1,1              | −6,1              | −7,2              | −14,4             | −14,4             |
| Норма опадів, мм        | 164               | 150               | 115               | 44                | 29                | 6                 | 1                 | 3                 | 11                | 37                | 89                | 151               | 800               |
| ----------------------- | ----------------- | ----------------- | ----------------- | ----------------- | ----------------- | ----------------- | ----------------- | ----------------- | ----------------- | ----------------- | ----------------- | ----------------- | ----------------- |
| Джерело:                |                   |                   |                   |                   |                   |                   |                   |                   |                   |                   |                   |                   |                   |

## Демографія
Згідно з переписом 2010 року, у місті мешкало 15 250 осіб у 5970 домогосподарствах у складі 3418 родин. Густота населення становила 556 осіб/км².  Було 8035 помешкань (293/км²).
Расовий склад населення:
| - 73,8 % — білих - 4,0 % — чорних або афроамериканців - 2,6 % — корінних американців - 1,1 % — азіатів - 0,2 % — вихідців з тихоокеанських островів - 11,8 % — осіб інших рас |

До двох чи більше рас належало 6,4 %. Частка іспаномовних становила 21,3 % від усіх жителів.
За віковим діапазоном населення розподілялося таким чином: 24,0 % — особи молодші 18 років, 61,0 % — особи у віці 18—64 років, 15,0 % — особи у віці 65 років та старші. Медіана віку мешканця становила 39,9 року. На 100 осіб жіночої статі у місті припадало 99,9 чоловіків;  на 100 жінок у віці від 18 років та старших — 96,6 чоловіків також старших 18 років.
Середній дохід на одне домашнє господарство  становив 35 874 долари США (медіана — 25 404), а середній дохід на одну сім'ю — 38 910 доларів (медіана — 29 586). Медіана доходів становила 31 127 доларів для чоловіків та 24 234 долари для жінок. За межею бідності перебувало 37,5 % осіб, у тому числі 54,0 % дітей у віці до 18 років та 13,2 % осіб у віці 65 років та старших.
Цивільне працевлаштоване населення становило 4719 осіб. Основні галузі зайнятості: освіта, охорона здоров'я та соціальна допомога — 27,2 %, роздрібна торгівля — 13,2 %, сільське господарство, лісництво, риболовля — 9,0 %, публічна адміністрація — 8,6 %.